# برخم
برخم (به هلندی: Bergum) یک منطقهٔ مسکونی در هلند است که در تیچرکسترادیل واقع شده‌است. برخم  ۱۰٬۰۵۸ نفر جمعیت دارد.